# Gilberto Caselli
Gilberto Caselli (Sassuolo, 29 settembre 1909 – Villa Mayor, 26 agosto 1937) è stato un militare e aviatore italiano, decorato di Medaglia d'oro al valor militare alla memoria nel corso della guerra civile spagnola.

## Biografia
Nacque a Sassuolo il 29 settembre 1909. Nel gennaio 1931 fu ammesso in qualità di allievo ufficiale di complemento ruolo navigante nella Regia Aeronautica, e conseguì il brevetto di pilota nel settembre dello stesso anno. Alcuni mesi dopo fu nominato sottotenente in servizio nel 7º Gruppo Caccia Terrestre, allora assegnato alla specialità assalto. Posto in congedo al termine del servizio di prima nomina, fu più volte richiamato in servizio attivo a domanda nel 1932 e nel 1933. Ottenuto il trasferimento nell'aviazione della Cirenaica, fu assegnato in servizio sull'aeroporto di Bengasi. Nel maggio 1934 partecipò al 1° Circuito aereo delle Palme classificandosi al sesto posto nella graduatoria di merito. Trasferito in Africa Orientale Italiana, prese parte alla guerra d'Etiopia entrando in servizio permanente effettivo per merito di guerra nel corso del 1935, e venendo decorato con una medaglia d'argento e una di bronzo al valor militare. Rientrato in Patria nel novembre 1936, fu assegnato al 53º Stormo Caccia Terrestre e un mese dopo, assegnato all'Aviazione Legionaria, fu mandato a combattere nella guerra di Spagna in forza alla 20ª Squadriglia da caccia. Nel marzo dell'anno successivo, otteneva la promozione a tenente. Decorato di medaglia d'argento al valor militare per essersi distinto in azione sui cieli di Madrid e Brunete, cadde in combattimento il 26 agosto 1937 sul cielo di Villa Mayor, fronte d'Aragona. Per quest'ultima missione fu decorato di medaglia d'oro al valor militare alla memoria.

### Fonti
1. 1 2 3 4 5 6 7  Combattenti Liberazione.
2. 1 2  Gruppo Medaglie d'Oro al Valor Militare 1965, p. 246.
3. 1 2 3  Ufficio Storico dell'Aeronautica Militare 1969, p. 73.
4. ↑  Medaglie d'oro al valor militare sul sito della Presidenza della Repubblica